# PruneYard Shopping Center

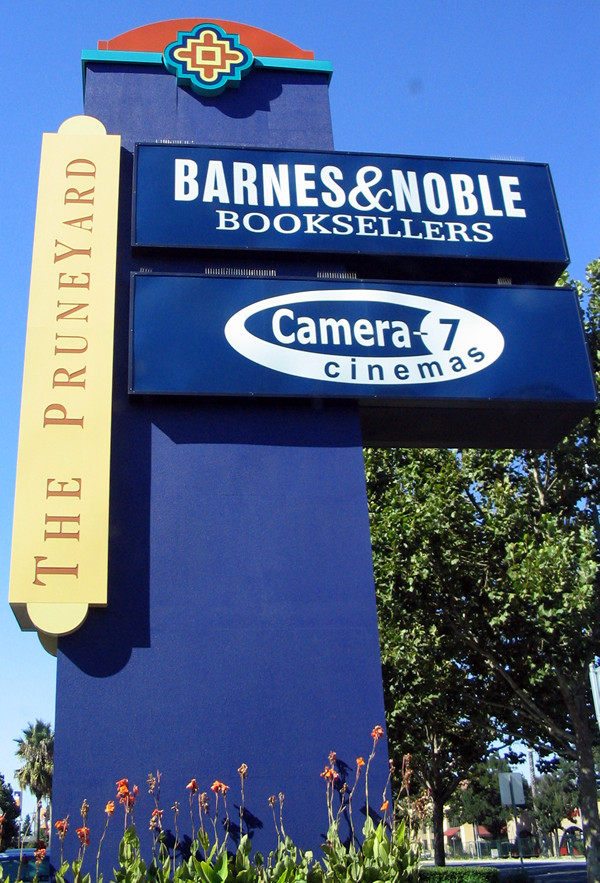
Enseigne indiquant le centre d'affaires

Le PruneYard Shopping Center s'étend sur 23,000 m², c'est un centre commercial situé à Campbell, Californie entre l'intersection de Campbell Avenue et Bascom Avenue. On compte un centre d'affaires érigé dans les années 1970 qui comprend 3 tours dont une qui est la plus haute de la région si on ne compte pas San José. On y retrouve un hôtel, des magasins, et un cinéma construit en 1944.

## Gallery

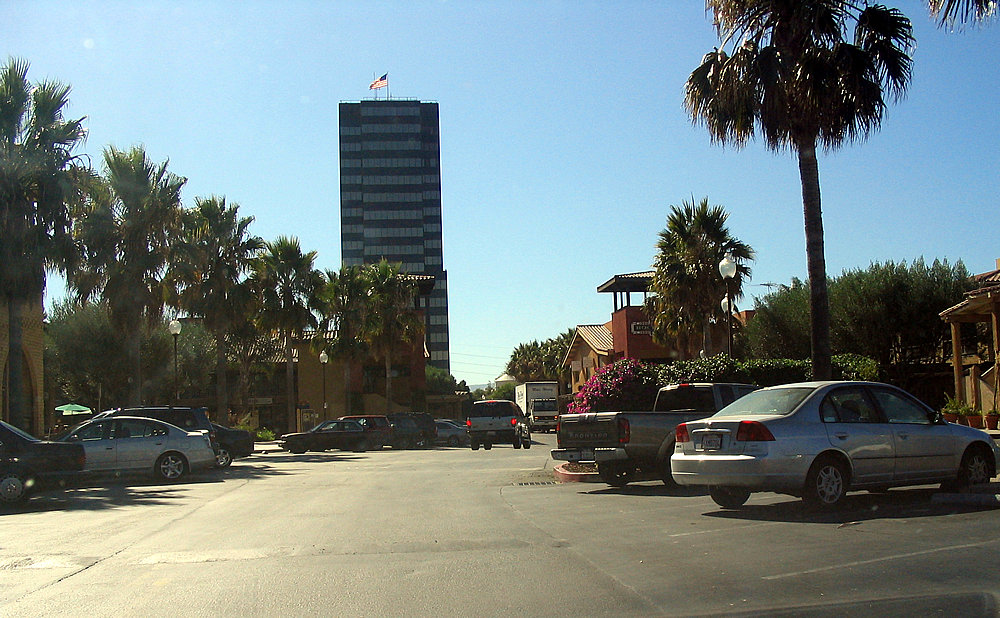
La plus haute des tours depuis le parking
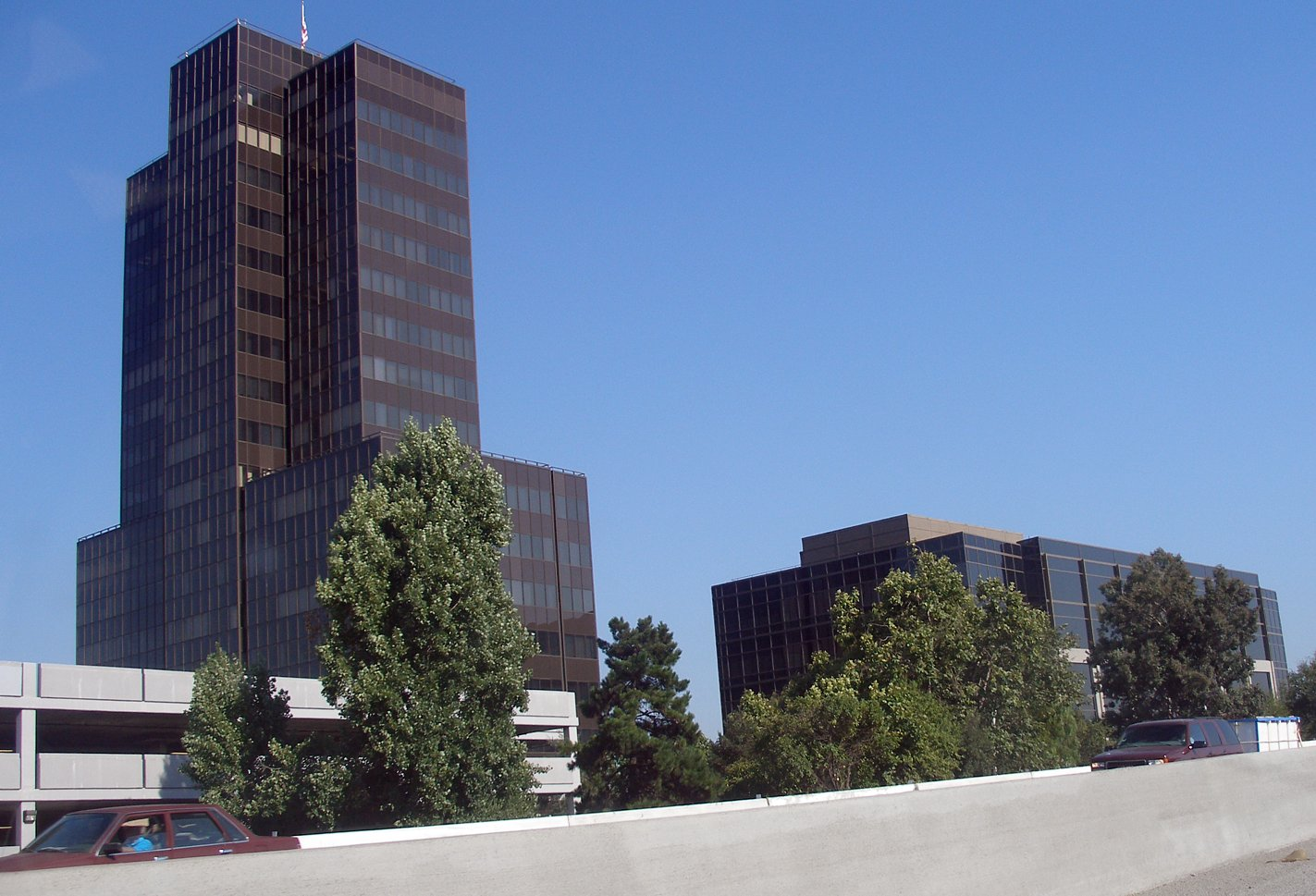
Les tours depuis la Route 17
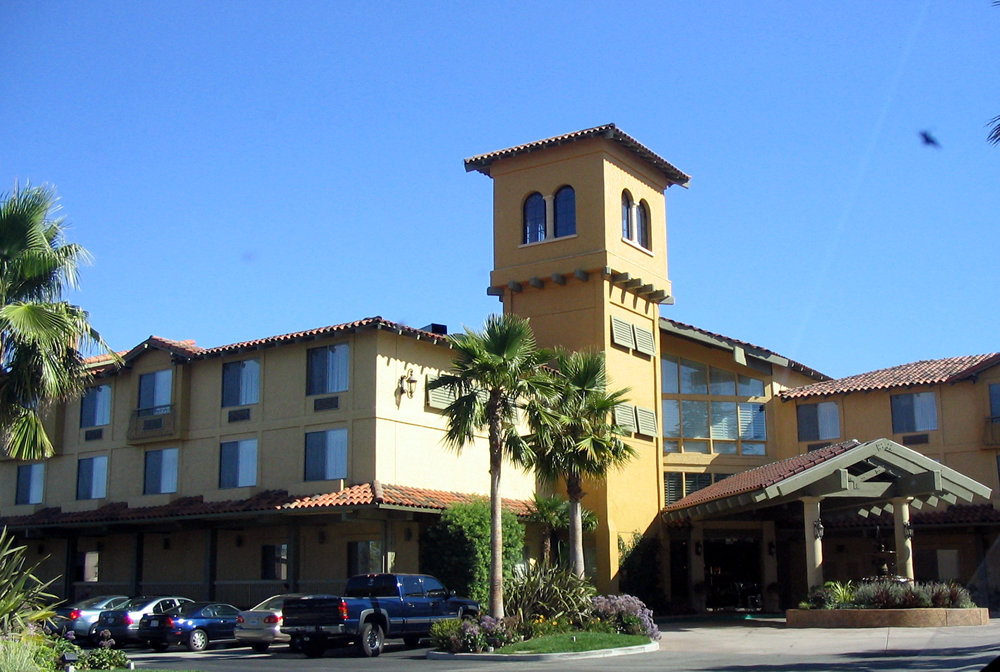
Le motel
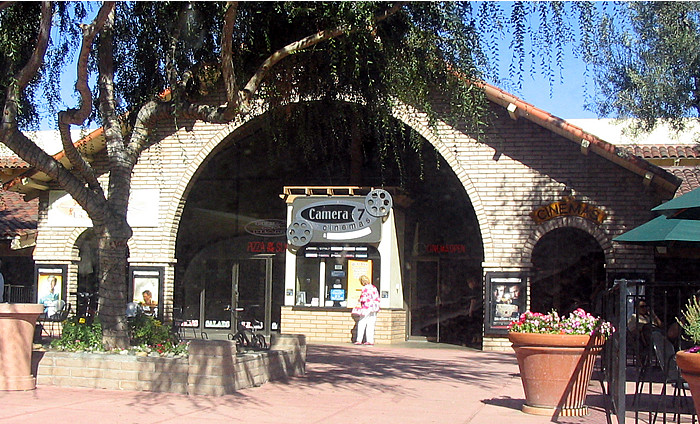
Le cinéma